# Bourgneuf (Charente-Maritime)
Bourgneuf – miejscowość i gmina we Francji, w regionie Nowa Akwitania, w departamencie Charente-Maritime.
Według danych na rok 1990 gminę zamieszkiwały 1044 osoby, a gęstość zaludnienia wynosiła 390 osób/km² (wśród 1467 gmin regionu Poitou-Charentes Bourgneuf plasuje się na 290. miejscu pod względem liczby ludności, natomiast pod względem powierzchni na miejscu 1129).